# Gregory Vlastos
Gregory Vlastos (27 de julio de 1907 – 12 de octubre de 1991) fue un filósofo especialista en filosofía antigua.

## Biografía
Nació en Estambul, de madre escocesa y padre griego. Una vez recibido como Bachelor of Arts en el Colegio Robert de Estambul estudió en la Universidad Harvard donde recibió de Doctor en Filosofía en 1931. Luego de enseñar por muchos años en la Universidad Queens de Kingston (Ontario), se trasladó a la Universidad Cornell en 1948. Fue profesor de filosofía en la Universidad de Princeton entre 1955 y 1976, y luego en la Universidad de California en Berkeley hasta 1987. En 1990 recibió la beca que entrega la Fundación McArthur y dos veces la Beca Guggenheim. Fue miembro de la Academia Estadounidense de las Artes y las Ciencias y de la American Philosophical Society. Vlastos murió en 1991, después de terminar una nueva compilación de ensayos sobre filosofía socrática que sería publicado póstumamente.
Es conocido como promotor de los estudios sobre Platón entre los filósofos de todo el mundo. Algunos de los alumnos de Vlastos se convirtieron en importantes especialistas de filosofía antigua, como Terence Irwin, Richard Kraut, Frank A. Lewis, Paul Woodruff y Alexander Nehamas.

## Obras publicadas
- Christian Faith and Democracy, Association Press, 1939
- Platonic Studies, Princeton University Press, 1973, ISBN 978-0-691-07162-6
- Socrates, Ironist and Moral Philosopher, Cornell University Press, 1991, ISBN 978-0-8014-9787-2
- Socratic Studies, Cambridge University Press, 1994, ISBN 978-0-521-44735-5
- Studies in Greek Philosophy, Volume I: the Presocratics, Princeton University Press, 1995, ISBN 978-0-691-03310-5
- Studies in Greek Philosophy, Volume II: Socrates, Plato, and Their Tradition, Princeton University Press, 1995, ISBN 978-0-691-03311-2
- Plato's Universe, Parmenides Publishing, 2005, ISBN 978-1-930972-13-1

### Editadas
- Towards the Christian Revolution - con R.B.Y. Scott, Willett, Clark & Co., 1936.
- Plato, a Collection of Critical Essays: I, Metaphysics and Epistemology; II, Ethics, Politics, and Philosophy of Art and Religion Anchor Books / Doubleday 6 Co., 1971
- Philosophy of Socrates: a Collection of Critical Essays (Modern Studies in Philosophy), University of Notre Dame Press, 1980, ISBN 978-0-268-01537-4